# PHP-GTK
 (août 2013).
Si vous disposez d'ouvrages ou d'articles de référence ou si vous connaissez des sites web de qualité traitant du thème abordé ici, merci de compléter l'article en donnant les références utiles à sa vérifiabilité et en les liant à la section « Notes et références ».
PHP-GTK est une extension libre de PHP qui utilise la bibliothèque GTK+ pour créer des applications graphiques.
Elle est distribuée selon les termes de la licence publique générale limitée GNU.

## Histoire
PHP-GTK a été à l'origine conçu par Andrei Zmievski, qui est également activement impliqué dans le développement de PHP et du moteur de Zend. L'idée a été bien reçue par la communauté PHP, et plusieurs personnes ont commencé à s'impliquer dans le projet. James Moore et Steph Fox furent parmi les premiers à s'y joindre, contribuant beaucoup à PHP-GTK par leurs efforts de documentation. Franc Kromann — lui aussi de l'équipe de développement de PHP — prit en charge la version des binaires du projet spécialement configurée pour Windows.
La première version de PHP-GTK date de mars 2001. Beaucoup de personnes se sont impliquées dans PHP-GTK, et plusieurs extensions ont été créées en introduisant de nouveaux widgets, tels que Scintilla et GtkHTML. PHP-GTK 1.0 date d'octobre 2003 et plusieurs extensions, dont un wrapper pour libglade, ont permis la création de Glade UI, constructeur inter-plateforme d'interfaces utilisé dans la création d'applications avec PHP-GTK.
En février 2008 PHP-GTK2 est sorti donnant accès à de nombreuses nouvelles fonctionnalités : GtkTextView, GtkTreeView en particulier.

## Utilisation
PHP-GTK nécessite l'installation de la bibliothèque GTK+ ainsi que la version CLI de l'interpréteur PHP.
De plus, il est possible grâce à des compilateurs que l'on peut trouver sur Internet (payant la plupart du temps) de compiler le code source PHP-GTK et ainsi d'avoir des binaires exécutables (en 2008, les compilateurs semblent être compatibles avec GTK 1 seulement).
Il est possible d'installer PHP-GTK via une distribution comme Gnope qui fournit tout le nécessaire et un système de packetages.

## Exemple
```
<?php

function
 
pressed
()

{

    
echo
 
'Re coucou - Le bouton a été pressé !'
;

}

$window
 
=
 
new
 
GtkWindow
();

$button
 
=
 
new
 
GtkButton
(
'Clickez moi dessus !'
);

$window
->
set_title
(
'Hello, World!'
);

$window
->
connect_simple
(
'destroy'
,
 
array
(
'Gtk'
,
 
'main_quit'
));

$button
->
connect_simple
(
'clicked'
,
 
'pressed'
);

$window
->
add
(
$button
);

$window
->
set_position
(
Gtk
::
WIN_POS_CENTER
);
 
// place la fenetre au centre de l'ecran

$window
->
show_all
();

Gtk
::
main
();

?>

```

Ce court exemple crée une fenêtre (classe GtkWindow), dont le titre est « Hello World!» et contenant un bouton (GtkButton) intitulé « Clickez moi dessus !. ». Lorsque ce bouton est pressé, le message « Re coucou - Le bouton a été pressé ! » est affiché dans la console, grâce à l'association entre un événement ('clicked') et une fonction (pressed).